# 대한민국의 스페인 축구 리그 진출 선수 명단

## 라리가(최상위 리그)
| # | 이름   | 구단 | 시즌 | 비고 | 근거자료 |
| - | ------ | ---- | ---- | ---- | -------- |
| 1 | 이천수 | RS   |      |      |          |
| 2 | 이호진 |      |      |      |          |
| 3 | 김영규 |      |      |      |          |
| 4 | 박주영 | SB   |      |      | 셀타비고 |
| 5 | 이강인 | BC   |      |      | 발렌시아 |
| 6 | 백승호 |      |      |      | 지로나   |

## 세군다 디비시온(2부 리그)
| # | 이름 | 구단 | 시즌 | 비고 | 근거자료 |
| - | ---- | ---- | ---- | ---- | -------- |
| 1 |      |      |      |      |          |
| 2 |      |      |      |      |          |
|   |      |      |      |      |          |
| 3 |      |      |      |      |          |

## 같이 보기
- en:List of foreign La Liga players
- 대한민국의 잉글랜드 축구 리그 진출 선수 명단
- 대한민국의 프랑스 축구 리그 진출 선수 명단
- 대한민국의 독일 축구 리그 진출 선수 명단
- 대한민국의 네덜란드 축구 리그 진출 선수 명단
- 대한민국의 이탈리아 축구 리그 진출 선수 명단

## 참고 자료
- 역대 해외 축구 리그 진출 한국인 선수 명단 - 유럽지역 보관됨 2019-01-28 - 웨이백 머신